# 栃木県総合教育センター
栃木県総合教育センター（とちぎけんそうごうきょういくセンター、英称：Tochigi Prefectural Education Center）は、栃木県が設置する教育に関する研究及び教育関係職員の研修を行う機関である。

## 概要
栃木県総合教育センターは栃木県における教育の充実を図るとともに、生涯学習の振興に資するため、1992年前身の栃木県教育研修センターを廃止して設置される。
所在地は栃木県宇都宮市瓦谷町1070。

## 事業
事業内容は下記の通りである。
1. 教育関係職員の研修に関すること
2. 教育に関する専門的、技術的事項の調査研究に関すること
3. 教育相談に関すること
4. 教育研究団体の研究活動に対する助言その他の援助に関すること
5. 生涯学習に関する指導者及び助言者の研修に関すること
6. 生涯学習に対する需要及び生涯学習の成果の評価に関する調査研究に関すること
7. 生涯学習の方法の開発に関すること
8. 生涯学習の機会の提供に関すること
9. 生涯学習に関する相談に関すること
10. 教育及び生涯学習に関する資料及び情報の収集、整理及び提供に関すること
11. 前項に掲げるもののほか、その目的を達成するために必要な事業

## 沿革
- 1962年（昭和37年）7月 栃木県理科教育センター開所
- 1971年（昭和46年）7月 栃木県教育研修センター開所
- 1979年（昭和54年）4月 栃木県特殊教育センター業務開始
- 1992年（平成4年）10月 栃木県総合教育センター開所
- 2002年（平成14年）4月 幼児教育センター開設

## 組織
- 総務部
- 生涯学習部
- 研修部
- 研究調査部
- 教育相談部
- 幼児教育部